# 1473
Portal Geschichte | Portal Biografien | Aktuelle Ereignisse | Jahreskalender | Tagesartikel

◄ |
14. Jahrhundert |
15. Jahrhundert
| 16. Jahrhundert | ►

◄ |
1440er |
1450er |
1460er |
1470er
| 1480er | 1490er | 1500er | ►

◄◄ |
◄ |
1469 |
1470 |
1471 |
1472 |
1473
| 1474 | 1475 | 1476 | 1477 | ► | ►►
Staatsoberhäupter  · Nekrolog
| Januar | Januar | Januar | Januar | Januar | Januar | Januar | Januar |
| Kw     | Mo     | Di     | Mi     | Do     | Fr     | Sa     | So     |
| ------ | ------ | ------ | ------ | ------ | ------ | ------ | ------ |
| 53     |        |        |        |        | 1      | 2      | 3      |
| 1      | 4      | 5      | 6      | 7      | 8      | 9      | 10     |
| 2      | 11     | 12     | 13     | 14     | 15     | 16     | 17     |
| 3      | 18     | 19     | 20     | 21     | 22     | 23     | 24     |
| 4      | 25     | 26     | 27     | 28     | 29     | 30     | 31     |

| Februar | Februar | Februar | Februar | Februar | Februar | Februar | Februar |
| Kw      | Mo      | Di      | Mi      | Do      | Fr      | Sa      | So      |
| ------- | ------- | ------- | ------- | ------- | ------- | ------- | ------- |
| 5       | 1       | 2       | 3       | 4       | 5       | 6       | 7       |
| 6       | 8       | 9       | 10      | 11      | 12      | 13      | 14      |
| 7       | 15      | 16      | 17      | 18      | 19      | 20      | 21      |
| 8       | 22      | 23      | 24      | 25      | 26      | 27      | 28      |

| März | März | März | März | März | März | März | März |
| Kw   | Mo   | Di   | Mi   | Do   | Fr   | Sa   | So   |
| ---- | ---- | ---- | ---- | ---- | ---- | ---- | ---- |
| 9    | 1    | 2    | 3    | 4    | 5    | 6    | 7    |
| 10   | 8    | 9    | 10   | 11   | 12   | 13   | 14   |
| 11   | 15   | 16   | 17   | 18   | 19   | 20   | 21   |
| 12   | 22   | 23   | 24   | 25   | 26   | 27   | 28   |
| 13   | 29   | 30   | 31   |      |      |      |      |

| April | April | April | April | April | April | April | April |
| Kw    | Mo    | Di    | Mi    | Do    | Fr    | Sa    | So    |
| ----- | ----- | ----- | ----- | ----- | ----- | ----- | ----- |
| 13    |       |       |       | 1     | 2     | 3     | 4     |
| 14    | 5     | 6     | 7     | 8     | 9     | 10    | 11    |
| 15    | 12    | 13    | 14    | 15    | 16    | 17    | 18    |
| 16    | 19    | 20    | 21    | 22    | 23    | 24    | 25    |
| 17    | 26    | 27    | 28    | 29    | 30    |       |       |

| Mai | Mai | Mai | Mai | Mai | Mai | Mai | Mai |
| Kw  | Mo  | Di  | Mi  | Do  | Fr  | Sa  | So  |
| --- | --- | --- | --- | --- | --- | --- | --- |
| 17  |     |     |     |     |     | 1   | 2   |
| 18  | 3   | 4   | 5   | 6   | 7   | 8   | 9   |
| 19  | 10  | 11  | 12  | 13  | 14  | 15  | 16  |
| 20  | 17  | 18  | 19  | 20  | 21  | 22  | 23  |
| 21  | 24  | 25  | 26  | 27  | 28  | 29  | 30  |
| 22  | 31  |     |     |     |     |     |     |

| Juni | Juni | Juni | Juni | Juni | Juni | Juni | Juni |
| Kw   | Mo   | Di   | Mi   | Do   | Fr   | Sa   | So   |
| ---- | ---- | ---- | ---- | ---- | ---- | ---- | ---- |
| 22   |      | 1    | 2    | 3    | 4    | 5    | 6    |
| 23   | 7    | 8    | 9    | 10   | 11   | 12   | 13   |
| 24   | 14   | 15   | 16   | 17   | 18   | 19   | 20   |
| 25   | 21   | 22   | 23   | 24   | 25   | 26   | 27   |
| 26   | 28   | 29   | 30   |      |      |      |      |

| Juli | Juli | Juli | Juli | Juli | Juli | Juli | Juli |
| Kw   | Mo   | Di   | Mi   | Do   | Fr   | Sa   | So   |
| ---- | ---- | ---- | ---- | ---- | ---- | ---- | ---- |
| 26   |      |      |      | 1    | 2    | 3    | 4    |
| 27   | 5    | 6    | 7    | 8    | 9    | 10   | 11   |
| 28   | 12   | 13   | 14   | 15   | 16   | 17   | 18   |
| 29   | 19   | 20   | 21   | 22   | 23   | 24   | 25   |
| 30   | 26   | 27   | 28   | 29   | 30   | 31   |      |

| August | August | August | August | August | August | August | August |
| Kw     | Mo     | Di     | Mi     | Do     | Fr     | Sa     | So     |
| ------ | ------ | ------ | ------ | ------ | ------ | ------ | ------ |
| 30     |        |        |        |        |        |        | 1      |
| 31     | 2      | 3      | 4      | 5      | 6      | 7      | 8      |
| 32     | 9      | 10     | 11     | 12     | 13     | 14     | 15     |
| 33     | 16     | 17     | 18     | 19     | 20     | 21     | 22     |
| 34     | 23     | 24     | 25     | 26     | 27     | 28     | 29     |
| 35     | 30     | 31     |        |        |        |        |        |

| September | September | September | September | September | September | September | September |
| Kw        | Mo        | Di        | Mi        | Do        | Fr        | Sa        | So        |
| --------- | --------- | --------- | --------- | --------- | --------- | --------- | --------- |
| 35        |           |           | 1         | 2         | 3         | 4         | 5         |
| 36        | 6         | 7         | 8         | 9         | 10        | 11        | 12        |
| 37        | 13        | 14        | 15        | 16        | 17        | 18        | 19        |
| 38        | 20        | 21        | 22        | 23        | 24        | 25        | 26        |
| 39        | 27        | 28        | 29        | 30        |           |           |           |

| Oktober | Oktober | Oktober | Oktober | Oktober | Oktober | Oktober | Oktober |
| Kw      | Mo      | Di      | Mi      | Do      | Fr      | Sa      | So      |
| ------- | ------- | ------- | ------- | ------- | ------- | ------- | ------- |
| 39      |         |         |         |         | 1       | 2       | 3       |
| 40      | 4       | 5       | 6       | 7       | 8       | 9       | 10      |
| 41      | 11      | 12      | 13      | 14      | 15      | 16      | 17      |
| 42      | 18      | 19      | 20      | 21      | 22      | 23      | 24      |
| 43      | 25      | 26      | 27      | 28      | 29      | 30      | 31      |

| November | November | November | November | November | November | November | November |
| Kw       | Mo       | Di       | Mi       | Do       | Fr       | Sa       | So       |
| -------- | -------- | -------- | -------- | -------- | -------- | -------- | -------- |
| 44       | 1        | 2        | 3        | 4        | 5        | 6        | 7        |
| 45       | 8        | 9        | 10       | 11       | 12       | 13       | 14       |
| 46       | 15       | 16       | 17       | 18       | 19       | 20       | 21       |
| 47       | 22       | 23       | 24       | 25       | 26       | 27       | 28       |
| 48       | 29       | 30       |          |          |          |          |          |

| Dezember | Dezember | Dezember | Dezember | Dezember | Dezember | Dezember | Dezember |
| Kw       | Mo       | Di       | Mi       | Do       | Fr       | Sa       | So       |
| -------- | -------- | -------- | -------- | -------- | -------- | -------- | -------- |
| 48       |          |          | 1        | 2        | 3        | 4        | 5        |
| 49       | 6        | 7        | 8        | 9        | 10       | 11       | 12       |
| 50       | 13       | 14       | 15       | 16       | 17       | 18       | 19       |
| 51       | 20       | 21       | 22       | 23       | 24       | 25       | 26       |
| 52       | 27       | 28       | 29       | 30       | 31       |          |          |

| Januar | Januar | Januar | Januar | Januar | Januar | Januar | Januar |
| Kw     | Mo     | Di     | Mi     | Do     | Fr     | Sa     | So     |
| ------ | ------ | ------ | ------ | ------ | ------ | ------ | ------ |
| 53     |        |        |        |        | 1      | 2      | 3      |
| 1      | 4      | 5      | 6      | 7      | 8      | 9      | 10     |
| 2      | 11     | 12     | 13     | 14     | 15     | 16     | 17     |
| 3      | 18     | 19     | 20     | 21     | 22     | 23     | 24     |
| 4      | 25     | 26     | 27     | 28     | 29     | 30     | 31     |

| Februar | Februar | Februar | Februar | Februar | Februar | Februar | Februar |
| Kw      | Mo      | Di      | Mi      | Do      | Fr      | Sa      | So      |
| ------- | ------- | ------- | ------- | ------- | ------- | ------- | ------- |
| 5       | 1       | 2       | 3       | 4       | 5       | 6       | 7       |
| 6       | 8       | 9       | 10      | 11      | 12      | 13      | 14      |
| 7       | 15      | 16      | 17      | 18      | 19      | 20      | 21      |
| 8       | 22      | 23      | 24      | 25      | 26      | 27      | 28      |

| März | März | März | März | März | März | März | März |
| Kw   | Mo   | Di   | Mi   | Do   | Fr   | Sa   | So   |
| ---- | ---- | ---- | ---- | ---- | ---- | ---- | ---- |
| 9    | 1    | 2    | 3    | 4    | 5    | 6    | 7    |
| 10   | 8    | 9    | 10   | 11   | 12   | 13   | 14   |
| 11   | 15   | 16   | 17   | 18   | 19   | 20   | 21   |
| 12   | 22   | 23   | 24   | 25   | 26   | 27   | 28   |
| 13   | 29   | 30   | 31   |      |      |      |      |

| April | April | April | April | April | April | April | April |
| Kw    | Mo    | Di    | Mi    | Do    | Fr    | Sa    | So    |
| ----- | ----- | ----- | ----- | ----- | ----- | ----- | ----- |
| 13    |       |       |       | 1     | 2     | 3     | 4     |
| 14    | 5     | 6     | 7     | 8     | 9     | 10    | 11    |
| 15    | 12    | 13    | 14    | 15    | 16    | 17    | 18    |
| 16    | 19    | 20    | 21    | 22    | 23    | 24    | 25    |
| 17    | 26    | 27    | 28    | 29    | 30    |       |       |

| Mai | Mai | Mai | Mai | Mai | Mai | Mai | Mai |
| Kw  | Mo  | Di  | Mi  | Do  | Fr  | Sa  | So  |
| --- | --- | --- | --- | --- | --- | --- | --- |
| 17  |     |     |     |     |     | 1   | 2   |
| 18  | 3   | 4   | 5   | 6   | 7   | 8   | 9   |
| 19  | 10  | 11  | 12  | 13  | 14  | 15  | 16  |
| 20  | 17  | 18  | 19  | 20  | 21  | 22  | 23  |
| 21  | 24  | 25  | 26  | 27  | 28  | 29  | 30  |
| 22  | 31  |     |     |     |     |     |     |

| Juni | Juni | Juni | Juni | Juni | Juni | Juni | Juni |
| Kw   | Mo   | Di   | Mi   | Do   | Fr   | Sa   | So   |
| ---- | ---- | ---- | ---- | ---- | ---- | ---- | ---- |
| 22   |      | 1    | 2    | 3    | 4    | 5    | 6    |
| 23   | 7    | 8    | 9    | 10   | 11   | 12   | 13   |
| 24   | 14   | 15   | 16   | 17   | 18   | 19   | 20   |
| 25   | 21   | 22   | 23   | 24   | 25   | 26   | 27   |
| 26   | 28   | 29   | 30   |      |      |      |      |

| Juli | Juli | Juli | Juli | Juli | Juli | Juli | Juli |
| Kw   | Mo   | Di   | Mi   | Do   | Fr   | Sa   | So   |
| ---- | ---- | ---- | ---- | ---- | ---- | ---- | ---- |
| 26   |      |      |      | 1    | 2    | 3    | 4    |
| 27   | 5    | 6    | 7    | 8    | 9    | 10   | 11   |
| 28   | 12   | 13   | 14   | 15   | 16   | 17   | 18   |
| 29   | 19   | 20   | 21   | 22   | 23   | 24   | 25   |
| 30   | 26   | 27   | 28   | 29   | 30   | 31   |      |

| August | August | August | August | August | August | August | August |
| Kw     | Mo     | Di     | Mi     | Do     | Fr     | Sa     | So     |
| ------ | ------ | ------ | ------ | ------ | ------ | ------ | ------ |
| 30     |        |        |        |        |        |        | 1      |
| 31     | 2      | 3      | 4      | 5      | 6      | 7      | 8      |
| 32     | 9      | 10     | 11     | 12     | 13     | 14     | 15     |
| 33     | 16     | 17     | 18     | 19     | 20     | 21     | 22     |
| 34     | 23     | 24     | 25     | 26     | 27     | 28     | 29     |
| 35     | 30     | 31     |        |        |        |        |        |

| September | September | September | September | September | September | September | September |
| Kw        | Mo        | Di        | Mi        | Do        | Fr        | Sa        | So        |
| --------- | --------- | --------- | --------- | --------- | --------- | --------- | --------- |
| 35        |           |           | 1         | 2         | 3         | 4         | 5         |
| 36        | 6         | 7         | 8         | 9         | 10        | 11        | 12        |
| 37        | 13        | 14        | 15        | 16        | 17        | 18        | 19        |
| 38        | 20        | 21        | 22        | 23        | 24        | 25        | 26        |
| 39        | 27        | 28        | 29        | 30        |           |           |           |

| Oktober | Oktober | Oktober | Oktober | Oktober | Oktober | Oktober | Oktober |
| Kw      | Mo      | Di      | Mi      | Do      | Fr      | Sa      | So      |
| ------- | ------- | ------- | ------- | ------- | ------- | ------- | ------- |
| 39      |         |         |         |         | 1       | 2       | 3       |
| 40      | 4       | 5       | 6       | 7       | 8       | 9       | 10      |
| 41      | 11      | 12      | 13      | 14      | 15      | 16      | 17      |
| 42      | 18      | 19      | 20      | 21      | 22      | 23      | 24      |
| 43      | 25      | 26      | 27      | 28      | 29      | 30      | 31      |

| November | November | November | November | November | November | November | November |
| Kw       | Mo       | Di       | Mi       | Do       | Fr       | Sa       | So       |
| -------- | -------- | -------- | -------- | -------- | -------- | -------- | -------- |
| 44       | 1        | 2        | 3        | 4        | 5        | 6        | 7        |
| 45       | 8        | 9        | 10       | 11       | 12       | 13       | 14       |
| 46       | 15       | 16       | 17       | 18       | 19       | 20       | 21       |
| 47       | 22       | 23       | 24       | 25       | 26       | 27       | 28       |
| 48       | 29       | 30       |          |          |          |          |          |

| Dezember | Dezember | Dezember | Dezember | Dezember | Dezember | Dezember | Dezember |
| Kw       | Mo       | Di       | Mi       | Do       | Fr       | Sa       | So       |
| -------- | -------- | -------- | -------- | -------- | -------- | -------- | -------- |
| 48       |          |          | 1        | 2        | 3        | 4        | 5        |
| 49       | 6        | 7        | 8        | 9        | 10       | 11       | 12       |
| 50       | 13       | 14       | 15       | 16       | 17       | 18       | 19       |
| 51       | 20       | 21       | 22       | 23       | 24       | 25       | 26       |
| 52       | 27       | 28       | 29       | 30       | 31       |          |          |

## Ereignisse

### Politik und Weltgeschehen

#### Europa
- Am 12. Juli wird der Uracher Vertrag unterzeichnet, der die Erbfolge im Hause Württemberg festlegt.

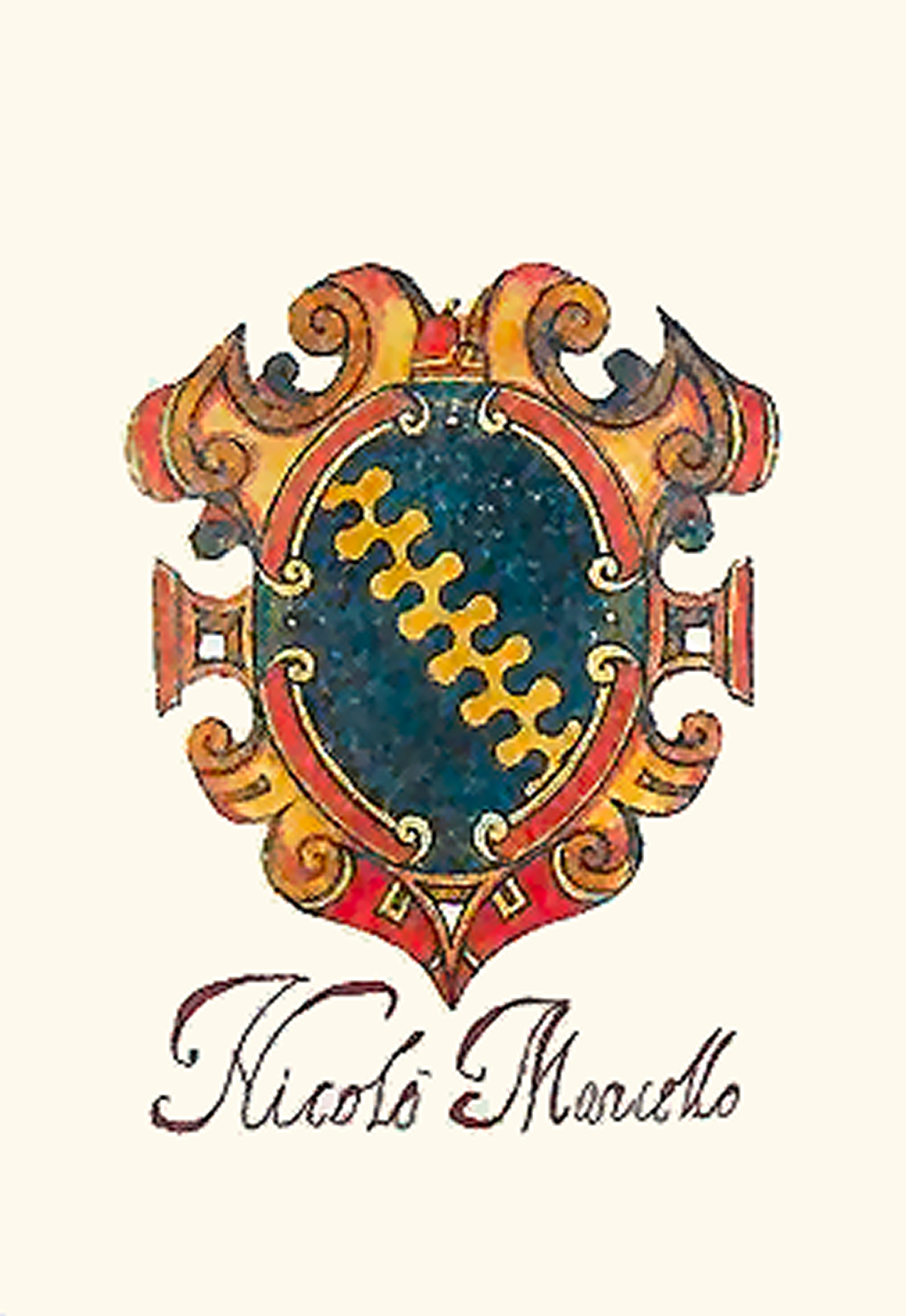
Wappen Nicolò Marcellos

- Nicolò Marcello wird Nachfolger des verstorbenen Niccolò Tron als Doge von Venedig. In der Wahl setzt er sich gegen die späteren Dogen Pietro Mocenigo und Andrea Vendramin durch. In seiner kurzen Regierungszeit widmet er sich vor allem der Reorganisation der Staatsfinanzen der Seerepublik.

#### Asien
- Am 11. August findet die Schlacht von Otlukbeli zwischen den Aq Qoyunlu und dem Osmanischen Reich statt. Der osmanische Sultan Mehmed II. der Eroberer feiert einen maßgeblichen Sieg gegen seinen Gegner Uzun Hasan und beseitigt damit eine seit Beginn des Jahrhunderts bestehende Gefahr aus dem Osten.
- Das Königreich Kandy auf Ceylon macht sich vom Königreich Kotte unabhängig.

#### Europäische Entdeckungsreisen
- Die Europäer stoßen auf die Südhalbkugel der Erde vor: Eine portugiesische Expedition unter dem Seefahrer Lopes Gonçalves überquert auf einer Reise entlang der Westküste Afrikas den Äquator.
- Eine dänisch-portugiesische Expedition mit dem Lotsen Johannes Scolvus unter der Leitung der Hildesheimer Didrik Pining, Hans Pothorst und des Portugiesen João Vaz Corte-Real bereist im Auftrag König Christians I. von Dänemark und Norwegen und auf Bitte des portugiesischen Königs Alfons V. den Nordatlantik. Sie erreicht dabei über die klassische Island-Route mindestens die Westküste Grönlands. Nicht völlig auszuschließen ist, dass sie auch bis nach Neufundland und Labrador gelangt.

#### Mesoamerika

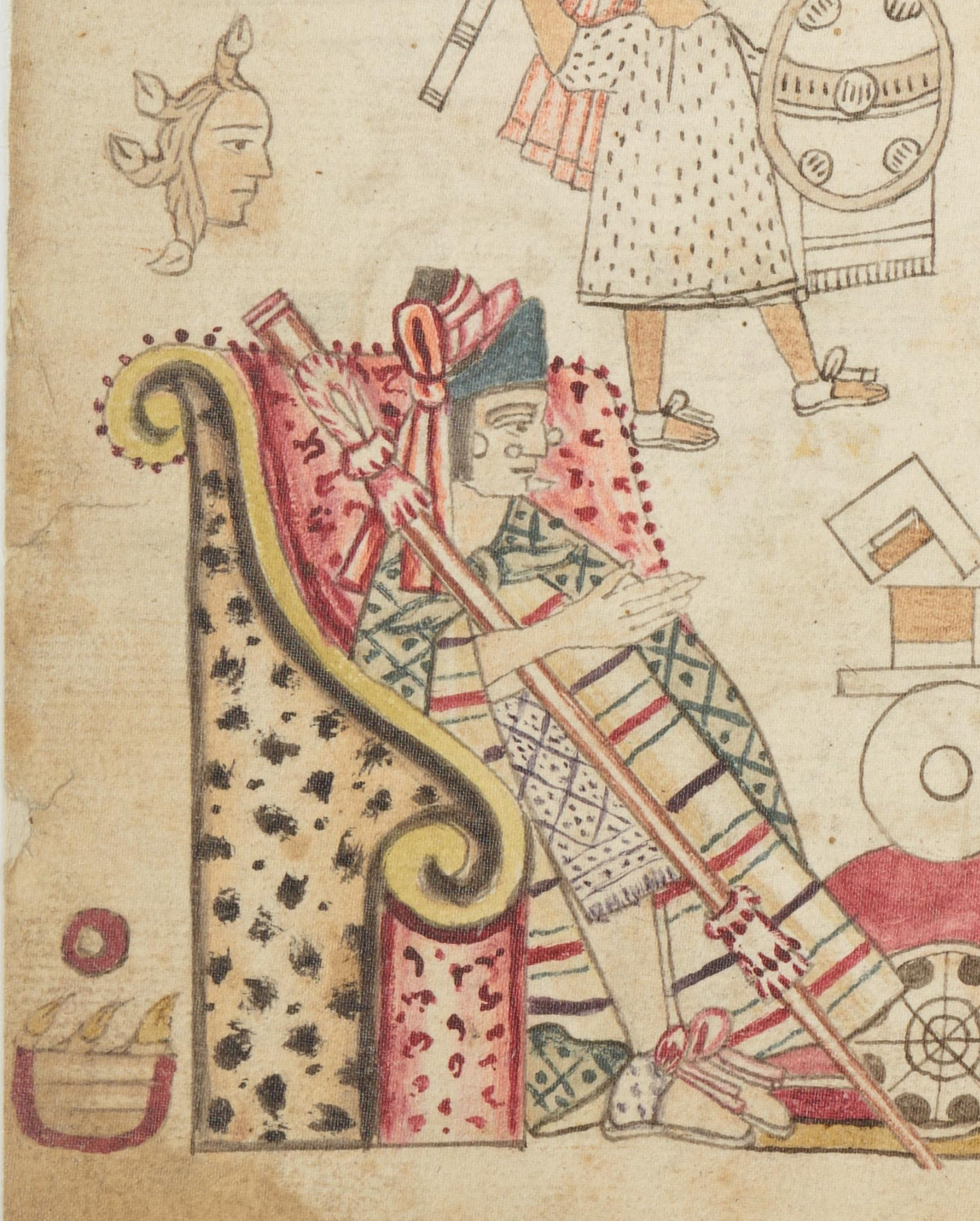
Bild des Axayacatl im Codex Azcatitlán

- Tenochtitlan unter seinem Herrscher Axayacatl erobert den benachbarten Stadtstaat Tlatelolco. Die beiden Städte wachsen zusammen, Tenochtitlan erringt die Hegemonie im Reich der Azteken.
- Der neunjährige Nezahualpilli wird Herrscher des Stadtstaates Texcoco des mittelamerikanischen Volkes der Acolhua. Wie sein im Vorjahr verstorbener Vater Nezahualcóyotl betätigt er sich als Dichter und erlangt den Ruf eines gerechten Herrschers.

### Wirtschaft

Wappen der
Fugger von der Lilie

- Das Bankhaus Fugger erhält ein eigenes Wappen.

### Wissenschaft und Technik
- 16. März: Die Universität Trier wird – 18 Jahre nachdem Papst Nikolaus V. die Erlaubnis zur Gründung gegeben hat – eröffnet.
- Das St Catharine’s College der University of Cambridge wird gegründet.

### Kultur
- Am 5. August signiert Leonardo da Vinci seine Zeichnung der Arnolandschaft. Sie wird als das erste Beispiel einer reinen Landschaftsdarstellung in der europäischen Kunst bezeichnet.

### Katastrophen
- In Europa herrscht im ganzen Jahre eine extreme Trockenheit und Hitze. Die Donau kann in Ungarn sogar zu Fuß durchquert werden. Siehe: Dürre in Europa 1473.

## Geboren

### Geburtsdatum gesichert

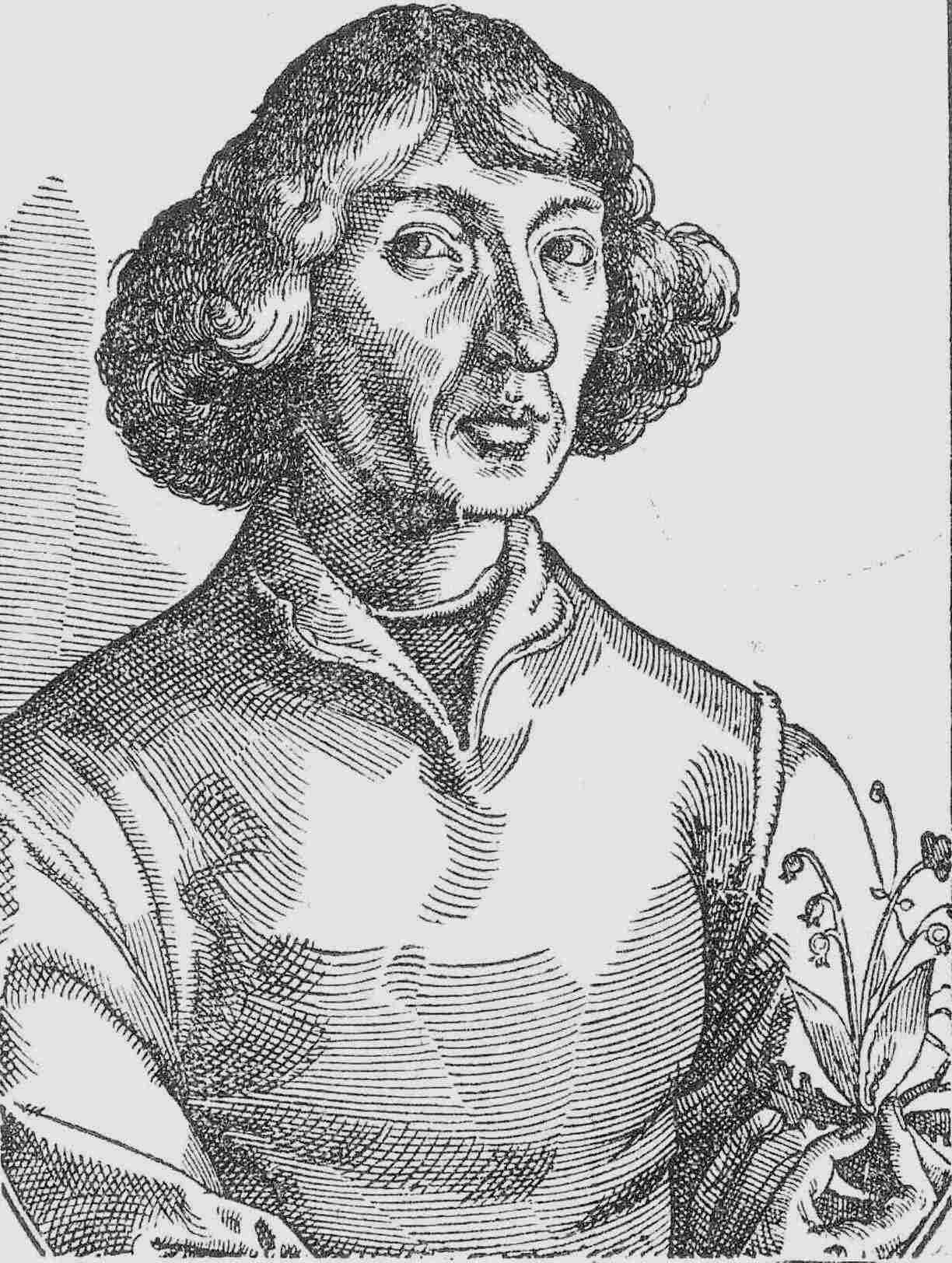
Nikolaus Kopernikus

- 19. Februar: Nikolaus Kopernikus, Frauenburger Domherr, Jurist, Administrator und Arzt, sowie Mathematiker und Astronom († 1543)
- 14. März: Reinhard IV., Mitregent der Grafschaft Hanau-Münzenberg († 1512)
- 16. März: Heinrich der Fromme, Herzog von Sachsen und Sagan sowie Markgraf von Meißen († 1541)
- 17. März: Jakob IV., König von Schottland († 1513)

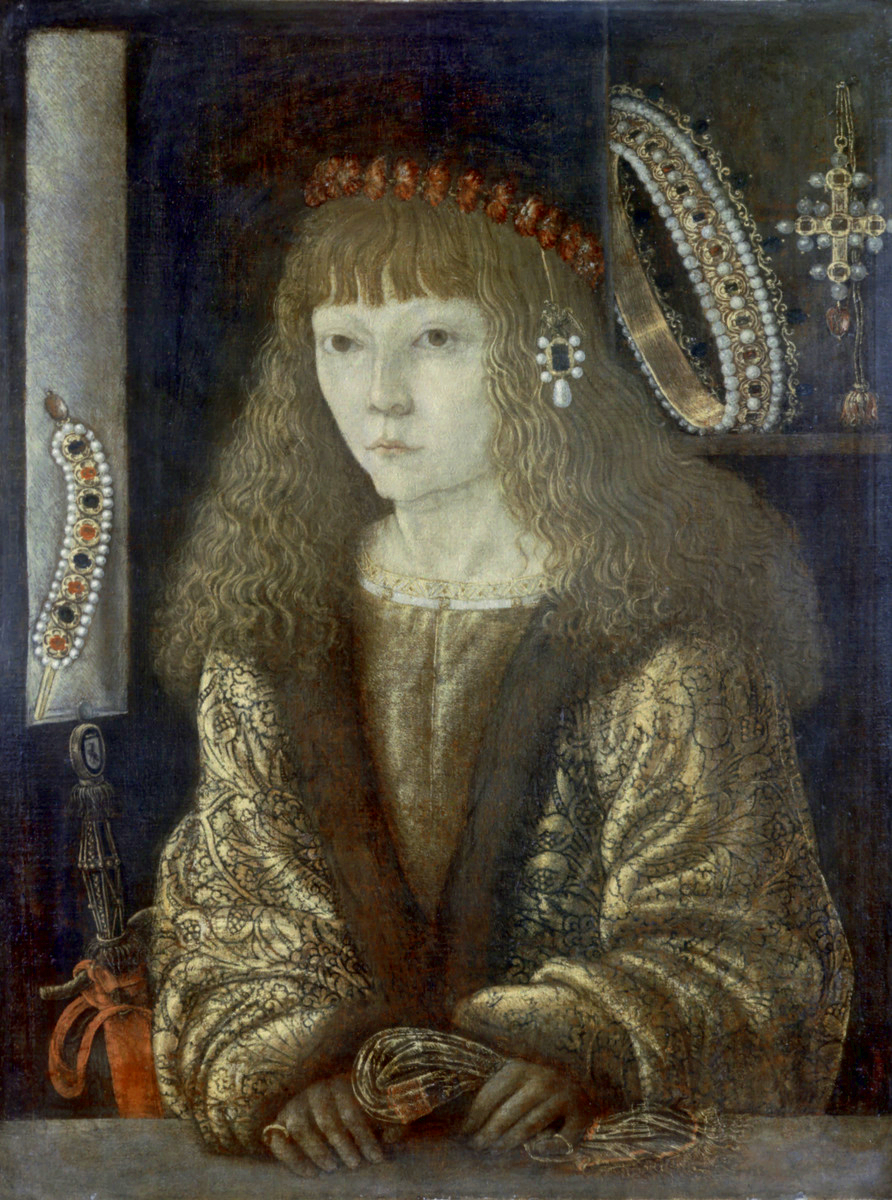
Johann Corvinus 1486

- 2. April: Johann Corvinus, Graf von Hunyadi, Ban von Kroatien und Slawonien sowie Herzog von Slawonien, Troppau, Leobschütz, Glogau und Liptau († 1504)
- 2. Juli: Maria von Baden, Prinzessin von Baden und Äbtissin im Kloster Lichtenthal († 1519)
- 25. Juli: Maddalena de’ Medici, Florentiner Patrizierin († 1519)
- 14. August: Margaret Pole, 8. Countess of Salisbury, englische Adelige, katholische Märtyrerin († 1541)
- 17. August: Richard of Shrewsbury, 1. Duke of York, Herzog von York und Norfolk, einer der beiden Prinzen im Tower († 1483?)
- 25. August: Margarethe von Münsterberg, Fürstin von Anhalt († 1530)
- August: Jakob III., letzter König von Zypern († 1474)
- 24. September: Georg von Frundsberg, deutscher Soldat und Landsknechtsführer in kaiserlich-habsburgischen Diensten († 1528)
- 26. Oktober: Friedrich von Sachsen, Hochmeister des Deutschen Ordens († 1510)
- 11. November: Martin von Baumgartner, Tiroler Bergwerksbesitzer und Palästinafahrer († 1535)

### Genaues Geburtsdatum unbekannt
- Arakida Moritake, japanischer Shintō-Priester und Lyriker († 1549)
- Baba Arudsch, osmanischer Korsar und Herrscher von Algier († 1518)
- Hans Burgkmair der Ältere, deutscher Maler, Zeichner und Holzschneider († 1531)
- Johannes Cuspinian, deutscher Humanist, Dichter und Diplomat († 1529)
- Wolfgang VI. von Dalberg, kurpfälzischer Ritter, Amt- und Burgmann in Oppenheim († 1522)
- Edward of Middleham, Prince of Wales († 1484)

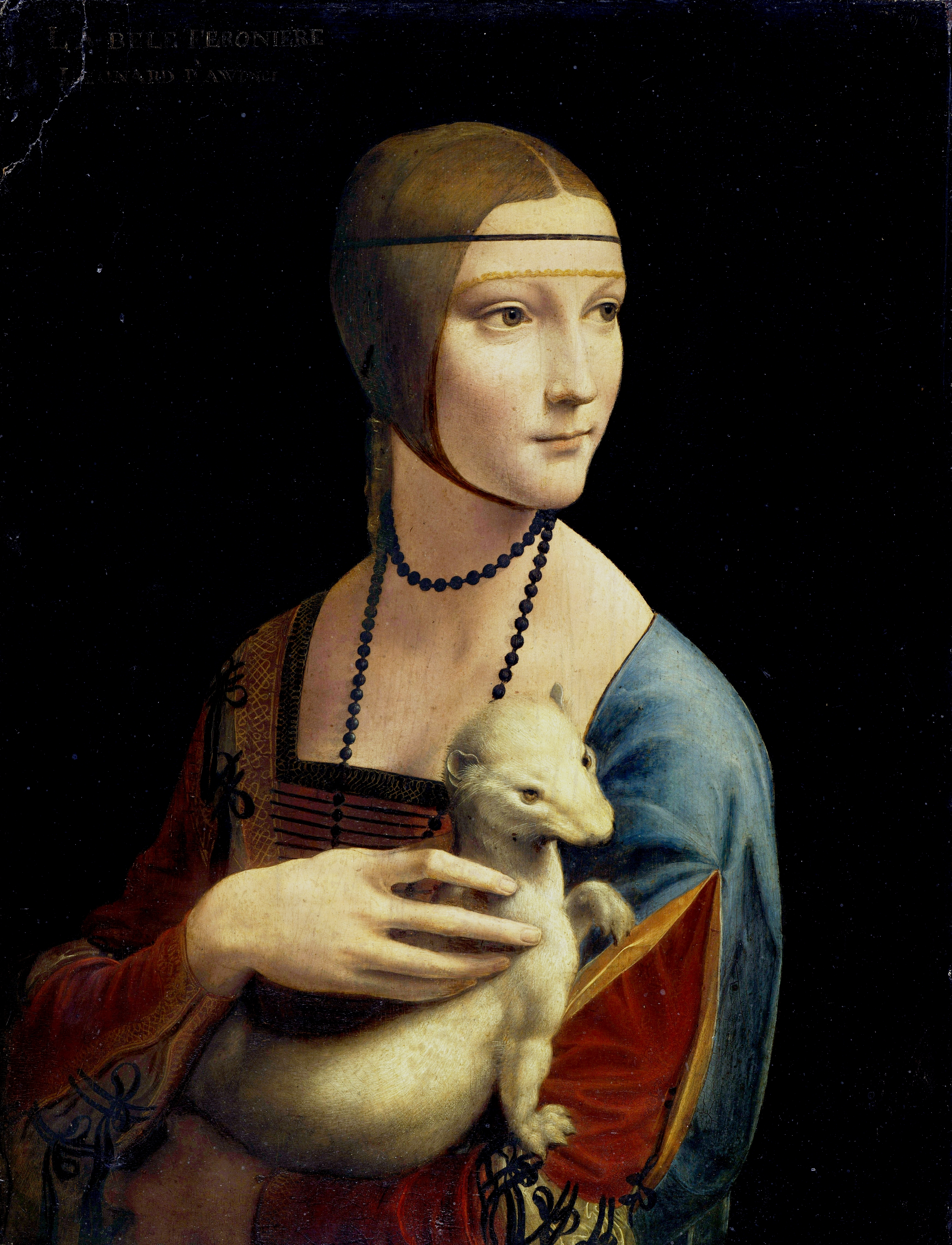
Leonardo da Vinci: Cecilia Gallerani als Dame mit dem Hermelin

- Cecilia Gallerani, Mailänder Patrizierin, Mätresse von Ludovico Sforza († 1536)
- Georg III. von Ortenburg, bayerischer Adeliger († 1553)
- Louis de Gorrevod, Bischof von Saint-Jean-de-Maurienne und Bischof von Bourg-en-Bresse († 1535)
- Barbara von Gundelfingen, Äbtissin des freiweltlichen Damenstifts Buchau († 1523)
- Thomas Howard, 3. Duke of Norfolk, englischer Adeliger und Politiker († 1554)
- Franciotto Orsini, Bischof von Rimini († 1534)
- Hans von der Planitz, sächsischer Ritter und Jurist († 1535)
- Hans Schweiner, deutscher Steinmetz, Baumeister, Bildhauer und Architekt († 1534)

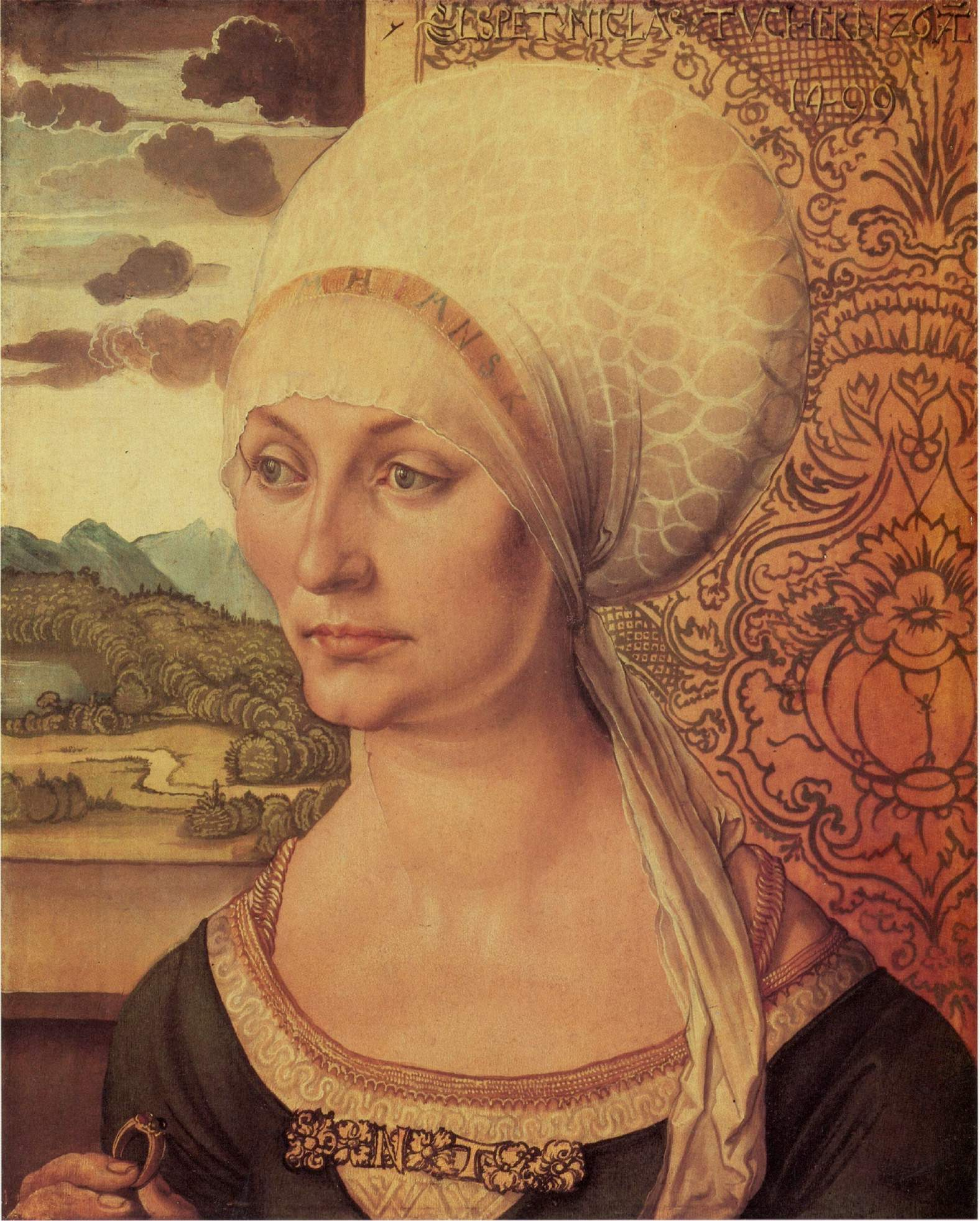
Bildnis der Elsbeth Tucher von Albrecht Dürer

- Elsbeth Tucher, Nürnberger Patrizierin († 1517)

### Geboren um 1473
- Ludwig I., Graf von Nassau-Weilburg († 1523)

## Gestorben

### Erstes Halbjahr

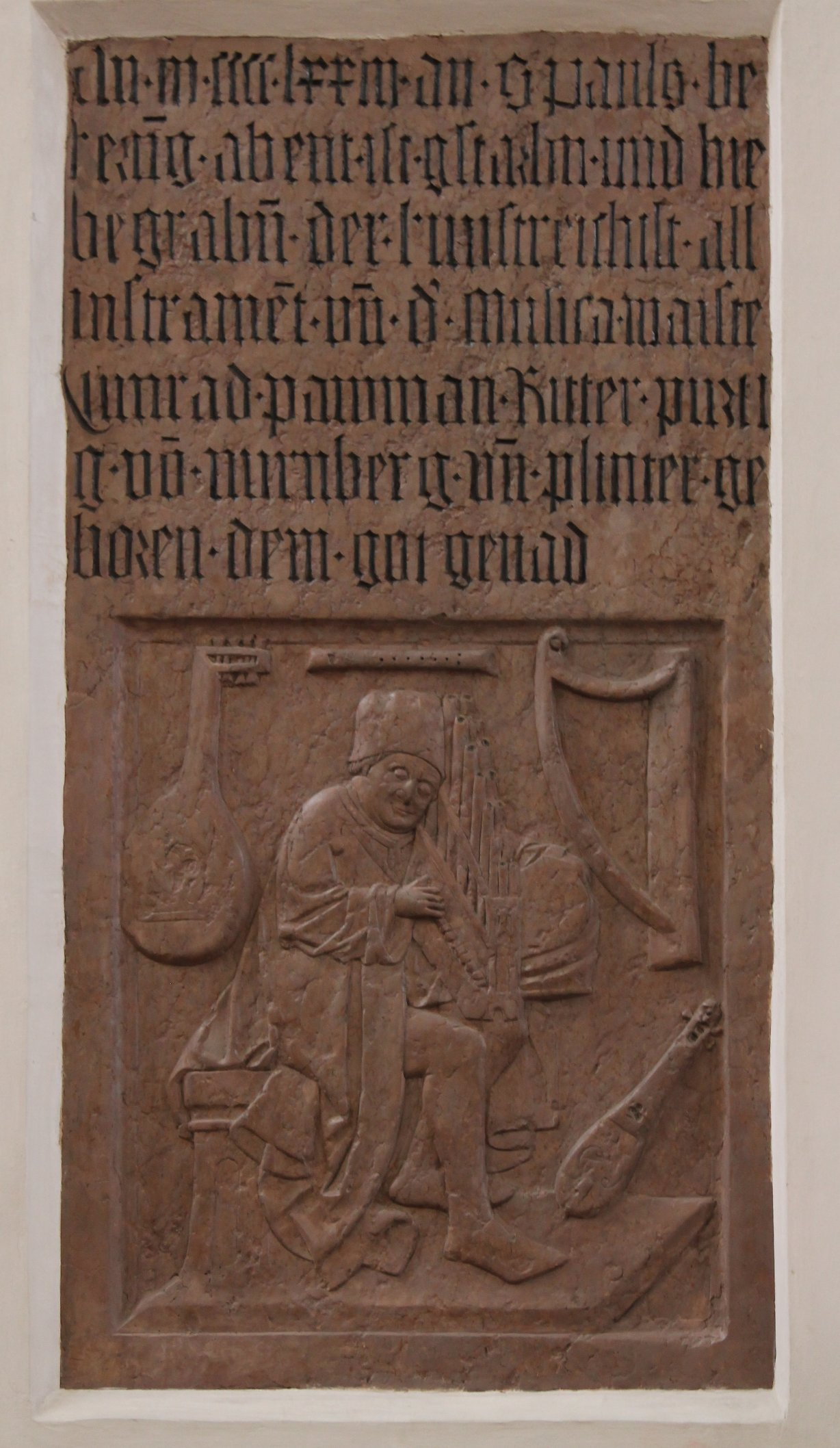
Epitaph für Conrad Paumann in der Frauenkirche in München

- 24. Januar: Conrad Paumann, deutscher Musiker (* zwischen 1409 und 1415)
- Januar: Agnes von Baden, Herzogin von Schleswig, Gräfin von Holstein und badische Markgräfin (* 1408)
- 19. Februar: Heinrich Birnbaum, deutscher Geistlicher und Kartäusermönch (* 1403)
- 23. Februar: Arnold von Egmond, Herzog von Geldern (* 1410)
- 3./4. März: Heinrich Bukow, deutscher katholischer Theologe und Rektor der Universität Greifswald
- 25. März: Jean II. de Croÿ, burgundischer Adeliger und Graf von Chimay (* um 1403)
- 3. April: Alessandro Sforza, Herrscher über Pesaro (* 1409)
- 25. April: Albrecht von Hoya, Bischof von Minden und Administrator des Bistums Osnabrück
- 18. Mai: Alonso de Fonseca I., Bischof von Ávila, Erzbischof von Sevilla und Santiago de Compostela (* 1418)
- 11. Juni: Herbord, katholischer Priester, Benediktiner und Abt des Klosters St. Januarius in Murrhardt
- 28. Juni: Pierre d’Amboise, französischer Adeliger
- 28. Juni: Niclas Gerhaert van Leyden, flämisch-deutscher Bildhauer (* um 1430)
- 28. Juni: John Talbot, englischer Adeliger (* 1448)

### Zweites Halbjahr
- 10. Juli: Jakob II., König von Zypern (* um 1440)
- 11. Juli: Bernhard II. Leoprechtinger, Reichsprälat und Propst des Klosterstifts Berchtesgaden
- 14. Juli: Jean Juvénal des Ursins, französischer Historiker, Diplomat und Bischof (* 1388)
- 27. Juli: Nikolaus I., Herzog von Lothringen, Bar und Kalabrien (* 1448)

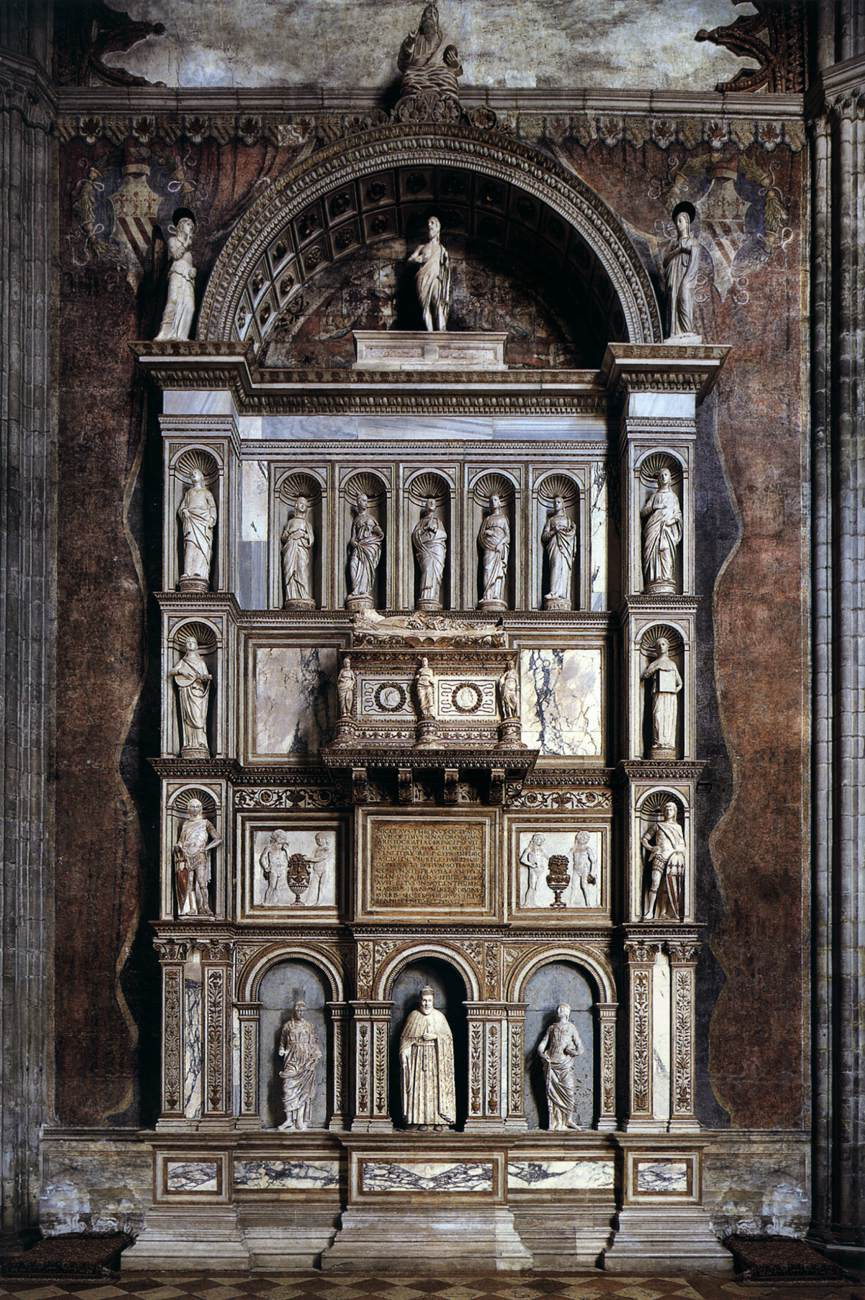
Grabmal Niccolò Trons in der Frari-Kirche in Venedig

- 28. Juli: Niccolò Tron, 68. Doge von Venedig (* um 1399)
- 5. August: Konrad von Rechberg, Administrator des Bistums Chur und Dompropst von Konstanz
- 9. September: Sophie von Sachsen-Lauenburg, Herzogin und Regentin von Jülich und Berg (* vor 1444)
- September: Wilhelm II., Graf von Limburg und Herr zu Broich (* um 1425)
- 10. Oktober: Giorgio da Sebenico, dalmatischer Architekt und Bildhauer (* um 1410)

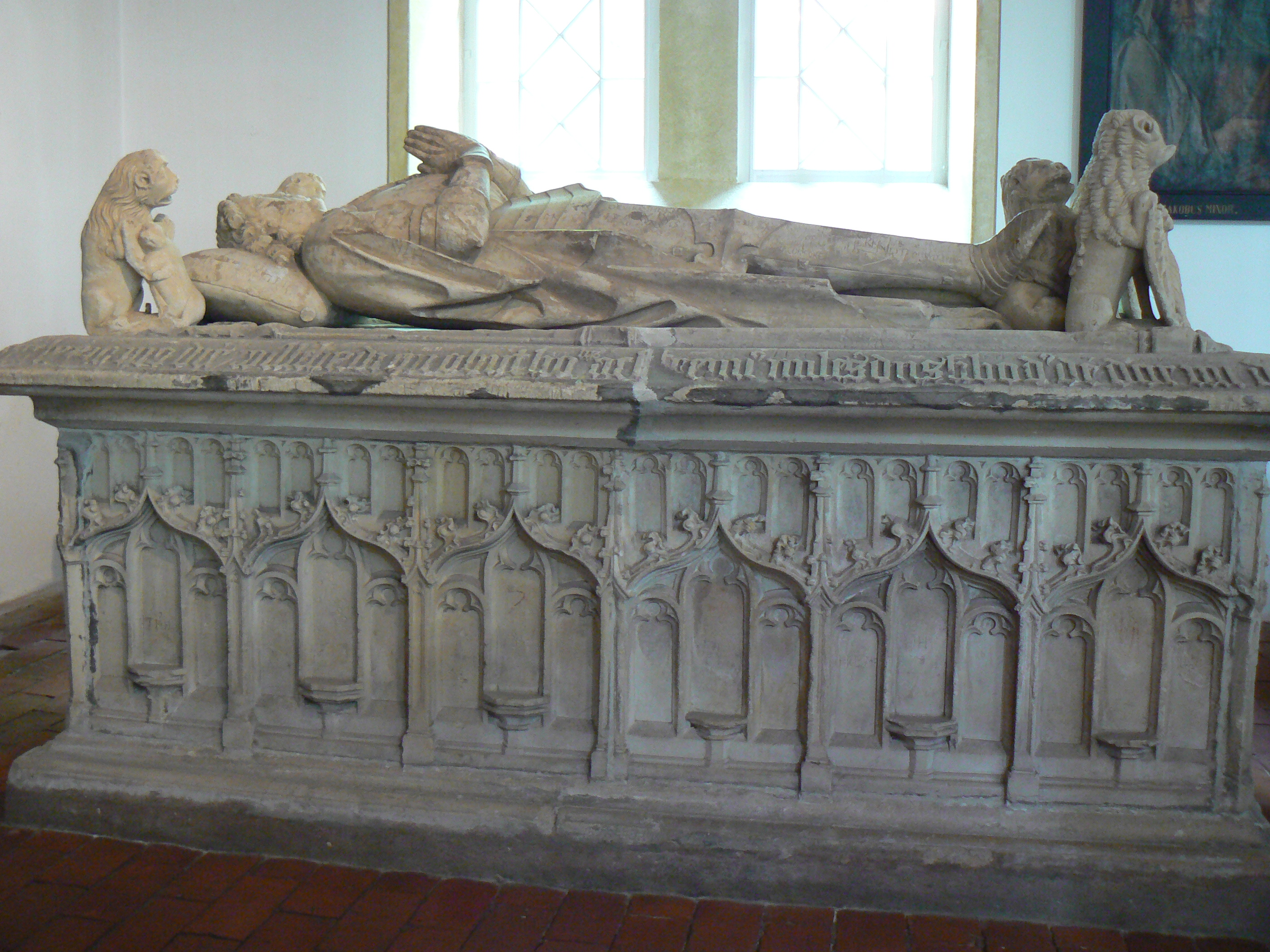
Sarkophag von Sibet Attena in der St.-Magnus-Kirche in Esens

- 8. November: Sibet Attena, ostfriesischer Häuptling (* um 1425)

### Genaues Todesdatum unbekannt
- Heinrich II., Fürst von Lüneburg und Braunschweig-Wolfenbüttel (* 1411)
- Thomas Pirckheimer, deutscher Jurist und Frühhumanist (* 1417/1418)